# Маляренко Ігор Олександрович
Ігор Олександрович Маляренко (нар. 9 жовтня 1989) — український футболіст, півзахисник та нападник вінницької «Ниви».

## Життєпис
Вихованець вінницької «Ниви-Світанок». З 2005 по 2006 рік на юнацькому рівні грав за одеський «Авангард-Промринок-7».
Професіональну футбольну кар'єру розпочав 2009 року в молдовському «Ністру». Дебютним голом у Національному дивізіоні Молдови відмітився 26 вересня 2009 року в переможному (2:0) домашньому поєдинку 2-о туру проти «Сфинтул Георге». Ігор вийшов на поле в стартовому складі та відіграв увесь матч. У команді відіграв два з половиною сезони, за цей час у чемпіонаті Молдови зіграв 63 матчі, в яких відзначився 6-а голами.
Напередодні старту сезону 2011/12 років повернувся до України, де підсилив ФК «Шаргород», який виступав у чемпіонаті Вінницької області. Під час зимової перерви перебрався до «Ниви». Дебютував у футболці вінницького клубу 24 березня 2012 року в програному (0:2) виїзному поєдинку 22-о туру Першої ліги проти ужгородської «Говерли-Закарпаття». Маляренко вийшов на поле на 77-й хвилині, замінивши Дмитра Владова. У футболці «Ниви» зіграв 7 матчів у Першій лізі України. З 2013 по 2014 рік виступав у чемпіонаті Вінницької області за «Вінницю» та «Локомотив» (Козятин). У футболці «Вінниці» також грав в аматорському чемпіонаті України. У 2015 році грав за «Дорожник» (Погребище), а в сезоні 2015/16 років — за «Факел» (Липовець) у чемпіонаті Вінницької області. Напередодні старту сезону 2016/17 років повернувся до «Ниви». Дебютним голом за вінницький колектив відзначився 30 липня 2016 року на 90+4-й хвилині переможного (2:1) виїзного поєдинку 2-о туру Другої ліги проти маріупольського «Іллічівця-2». Ігор вийшов на поле на 62-й хвилині, замінивши Дениса Бобовича. 7 липня 2018 року продовжив угоду з клубом, яка повинна була діяти до 10 червня 2019 року. У «Ниві» провів три з половиною сезони, за цей час у чемпіонатах України зіграв 94 матчі (16 голів), ще 10 матчів (5 голів) провів у кубку України. На початку січня 2020 року вінницький клуб розірвав контракт з Ігорем Маляренком.
2020 рік провів в словацькому клубі «Марцелова».
28 лютого 2021 року повернувся до вінницької «Ниви».

## Особисте життя
Молодший брат, Андрій (1996 року народження), також професіональний футболіст.